# Golf Club José Jurado
O Golf Club José Jurado é um campo de golfe em Buenos Aires, capital da Argentina. O seu nome homenageia José Jurado, que é considerado o "pai" do golfe profissional daquele país sul-americano, localizando-se na Avenida Roca. É um campo de 18 buracos par 72 (37+35), com três saídas: Azuis, para campeonatos de 6706 jardas; Cavaleiros, com 6428 jardas; e Damas, com 6428 jardas. Os campos são públicos. Este espaço vai ser sede do golfe nos Jogos Olímpicos de Verão da Juventude de 2018.